# L'Héritage de Porky
Pour plus de détails, voir Fiche technique et Distribution.
L'Héritage de Porky (The Case of the Stuttering Pig) est un court métrage d'animation de la série américaine Looney Tunes réalisé par Frank Tashlin, produit par les Leon Schlesinger Productions et sorti en 1937.